# Rott (Francja)
Rott – miejscowość i gmina we Francji, w regionie Grand Est, w departamencie Dolny Ren.
Według danych na rok 1990 gminę zamieszkiwały 433 osoby, 134 os./km².